# Francis Mourey
Pour les articles homonymes, voir Mourey.
Francis Mourey, né le 8 décembre 1980 à Chazot (Doubs), est un coureur cycliste professionnel français, spécialiste du cyclo-cross.
Il remporte neuf titres de Champion de France de cyclo-cross, une épreuve dont il détient le record de victoires, douze Coupe de France de cyclo-cross et deux manches de la Coupe du monde de cyclo-cross. 
Sur la route, il s'est notamment adjugé le Tro Bro Leon en 2013 et le Tour de Corse en 2002 et 2003.

## Biographie

### Débuts cyclistes et carrière chez les amateurs
Francis Mourey commence le cyclisme en 1995 au VC Valdahon Val de Vennes puis au VC Montbeliard il devient maçon, et se fait repérer en 2003 par Frédéric Grappe, entraîneur de l'équipe professionnelle La Française des jeux, lorsqu'il devient champion de France de cyclo-cross dans la catégorie espoirs pour la deuxième fois, avec l'ASPTT Mulhouse. Sur route, il remporte par deux fois le Tour de Corse en 2002 puis 2003. Après un stage convaincant avec l'équipe française en 2003, il signe son premier contrat professionnel avec celle-ci en 2004.

### Carrière professionnelle

#### 2004 - 2015: professionnel à la FDJ

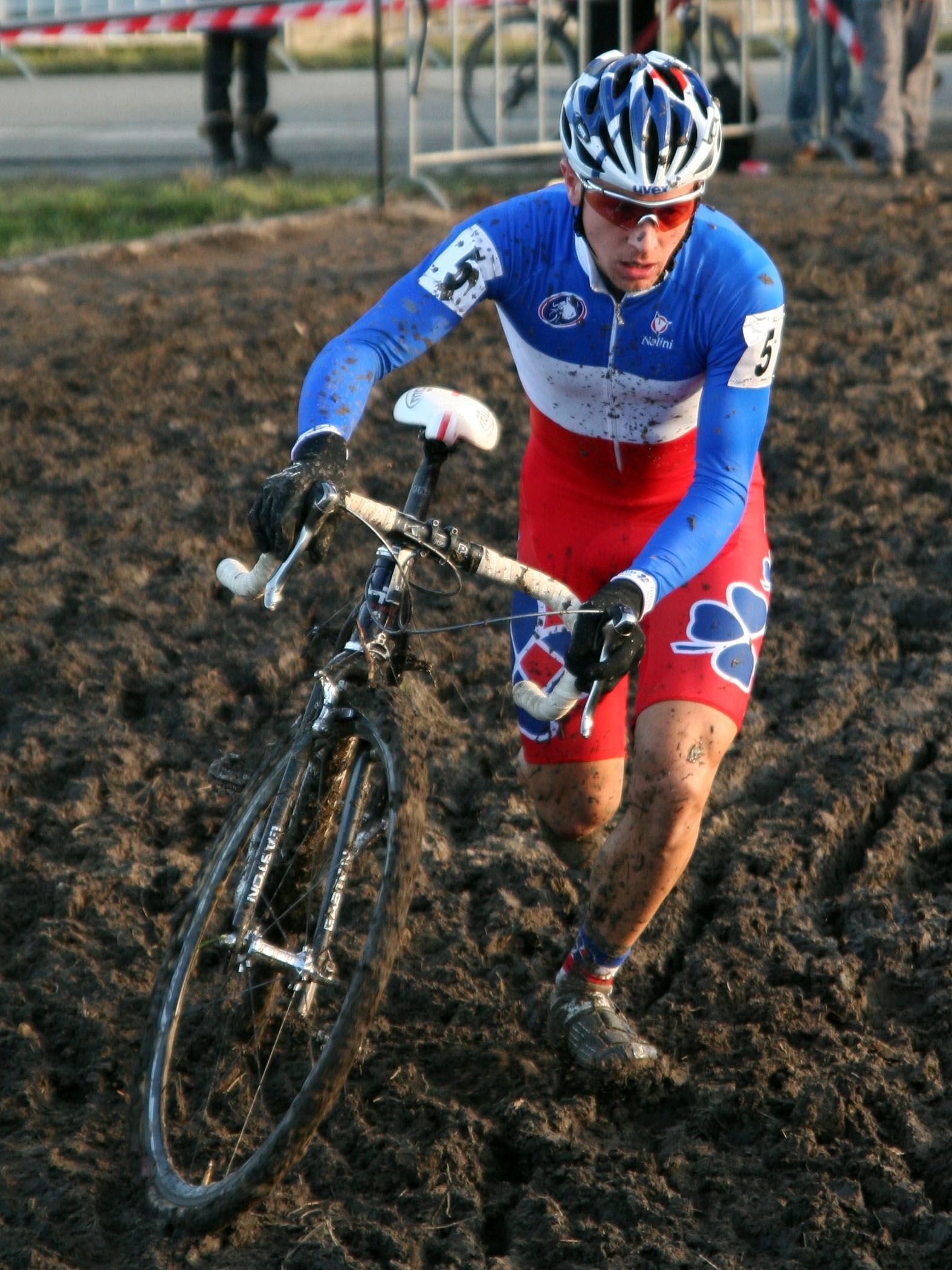
Francis Mourey, vêtu du maillot de champion de France lors du Noordzeecross en 2007.

Dès cette première année, il participe au Tour d'Italie. Il y épaule le leader de l'équipe, Bradley McGee, huitième du classement final. Mourey termine à la 102e place. Dans la foulée, il remporte sa première course professionnelle sur route : la deuxième étape de la Route du Sud.
Francis Mourey commence l'année 2005 avec un titre de champion de France de cyclo-cross. Trois semaines plus tard, il est quatrième du championnat du monde. Il participe durant cette saison à son premier Tour de France (94e).
En 2006, il perd son titre de champion de France, battu par John Gadret. Il accède en revanche au podium du championnat du monde, derrière les Belges Erwin Vervecken et Bart Wellens.
Francis Mourey reconquiert le titre de champion de France de cyclo-cross en 2007 devant John Gadret. Il gagne ensuite les 3 manches du Challenge National et le général. Il remporte également le cyclo-cross de Trévise, manche de la coupe du monde de cyclo-cross en battant au sprint les favoris Sven Nys et Erwin Vervecken. Au printemps, il participe à nouveau au Tour d'Italie (43e).
Entre 2008 et 2011, il remporte quatre autres titres de champion de France de cyclo-cross. En 2009 et 2010, il finit cinquième du championnat du monde de cyclo-cross. En 2011, il termine 4e du championnat du monde de cyclo-cross.

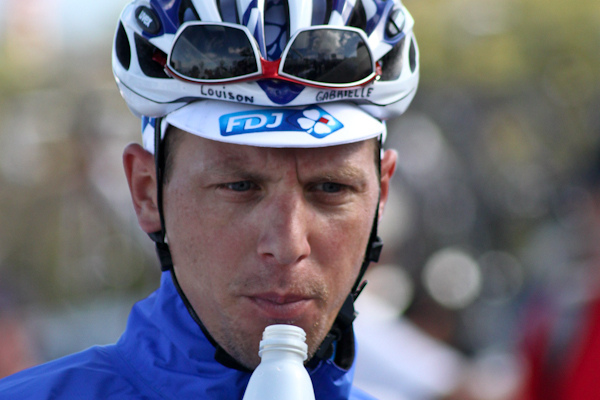
Francis Mourey au Tour de l'Ain 2011

En 2012, il perd son titre de Champion de France au profit d'Aurélien Duval et rapporte la médaille de bronze. Il remporte cette année-là le challenge national avec les trois manches et termine 4e, 5e, 6e et 7e de manches de Coupe du Monde. Il rate en fin de saison ses championnats du Monde où il se classe 12e dans le sable de Coxyde, juste devant Zdeněk Štybar le double champion du monde en titre.
Il retrouve le paletot tricolore l'année suivante en s'imposant sur le circuit de Nommay devant son coéquipier Arnold Jeannesson. Il rejoint à cette occasion Eugène Christophe, Roger Rondeaux et André Dufraisse au palmarès des coureurs les plus titrés lors des Championnats de France de cyclo-cross. Auteur d'un bon début de saison sur route, il se classe 5e de Cholet-Pays de Loire et gagne au début du mois d'avril la 5e étape du Circuit de la Sarthe. Mourey triomphe de nouveau neuf jours plus tard lors du Tro Bro Leon (Finistère), il place une attaque à 15 kilomètres de l'arrivée et ne sera plus rejoint. Il avait impressionné peu avant, quant à la tête d'un groupe de poursuivants, il avait rejoint et dépassé les échappés dans un « ribin ». Le Franc-Comtois réalise par la suite un bon Giro, notamment en montagne, dans des conditions météorologiques difficiles. À l'arrivée à Brescia, il est vingtième du classement général et premier Français.
Au cours de la saison 2013-2014 de cyclo-cross il s'adjuge dix-neuf courses. Il s'impose notamment lors de la manche de Coupe du monde organisée à Namur en Belgique, remporte une nouvelle fois le classement général et les trois courses du Challenge la France cycliste et glane un huitième titre de champion de France de cyclo-cross. Par contre, il n'obtient aucun succès sur la route au cours de la saison 2014. Il participe cependant une nouvelle fois au Tour d'Italie qu'il finit en 33e position.
La campagne 2014-2015 de cyclo-cross offre à Francis Mourey l'occasion de remporter en fin d'année, pour la onzième fois consécutive, la Coupe de France de cyclo-cross (ex Challenge de France). Il s'adjuge aussi une huitième fois le  cyclo-cross international de Dagmersellen en Suisse ce qui lui permet de battre le record de victoires qu'il détenait conjointement avec Albert Zweifel. En janvier, il est dépossédé de son titre de champion de France par Clément Lhotellerie et ne termine qu'à la vingtième place du championnat du monde de cyclo-cross le mois suivant. Au printemps 2015 il participe pour la sixième fois au Tour d'Italie qu'il boucle en 43e position après avoir travaillé pour son leader Alexandre Geniez.
Il commence la saison de cyclo-cross 2015-2016 par une troisième place lors de la première manche de l'EKZ CrossTour derrière le Belge Laurens Sweeck et Philipp Walsleben. Quelques jours plus tard, la presse annonce que son contrat avec la formation  FDJ n'est pas renouvelé. Il s'engage alors avec l'équipe continentale professionnelle Fortuneo-Vital Concept,. Décidé à axer davantage sa saison 2016 vers la route, il modifie son entrainement pour obtenir un pic de forme au mois de janvier et court moins en cyclo-cross que les années précédentes. Il obtient sa première victoire dans la discipline lors des championnats de Franche-Comté qu'il remporte le 6 décembre 2015.

#### 2016 - 2017: Fortuneo-Vital Concept
Au mois de janvier 2016 il gagne le classement général de la seconde édition de l'EKZ CrossTour en s'imposant lors de la cinquième et dernière manche à Meilen en Suisse. Il s'agit de ses deux premières victoires sous ses nouvelles couleurs. Toujours en janvier il redevient champion de France de cyclo-cross devant Clément Venturini et John Gadret malgré une crevaison en début de course,. 
Il prolonge le contrat qui le lie à l'équipe Fortuneo-Vital Concept juste avant de commencer la saison 2016-2017 de cyclo-cross.  Moins d'un mois plus tard il s'adjuge la première manche de la coupe de France disputée à Gervans dans la Drôme. Au mois de novembre il gagne quelques épreuves nationales françaises et la troisième manche  de l'EKZ CrossTour à Hittnau. Début décembre il devient le premier coureur à inscrire son nom au palmarès du nouveau championnat de Bourgogne-Franche-Comté. Au mois de janvier il est sévèrement battu lors du championnats de France de cyclo-cross où il ne parvient pas à monter sur le podium.
En octobre 2017, il annonce qu'il met un terme à sa carrière professionnelle à la fin de l'année. Il précise qu'il compte tout de même continuer à pratiquer le cyclo-cross au sein du VC Valdahon Val de Vennes et participer au championnat de France de la discipline prévu en janvier 2018. S'il ne connait pas son rendement habituel dans les sous-bois durant l'hiver, il remporte tout de même la seconde manche de la Coupe de France de cyclo-cross à La Mézière au mois de novembre. Il glane à cette occasion son dernier bouquet pour le compte de l'équipe continentale professionnelle bretonne.

### Retour chez les amateurs et fin de carrière
Conformément à ses engagements, il est présent au départ du championnat de France de cyclo-cross 2018 et termine deuxième de cette course derrière Steve Chainel. 
Il participe à la  saison 2018-2019 de cyclo-cross au sein de la formation S1NEO Cycling Connect Team qu'il contribue à créer. Pour sa dernière année en tant que coureur, il s'offre le luxe de gagner toutes les manches et le classement général de la coupe de France de cyclo-cross. Il remporte aussi le cyclocross de Jablines et plusieurs courses moins importantes. Il ne parvient pas, par contre, à remporter un dixième et ultime titre de champion de France de cyclo-cross au mois de janvier. Il met un terme à sa carrière après avoir participé une toute dernière fois au championnat du monde de cyclo-cross qu'il termine à une anonyme et anecdotique vingt-sixième place.

### Reconversion
Désireux de faire partager son expérience du cyclisme aux plus jeunes, il encadre et organise des stages de perfectionnement et d'entrainement de cyclo-cross depuis 2019. Au cours de l'année 2020 il devient également directeur sportif de l'AC Bisontine.

## Palmarès en cyclo-cross

### Résultats
| - 2000-2001 - Champion de France de cyclo-cross espoirs - 2001-2002 - Champion de France de cyclo-cross espoirs - Classement général du Challenge la France cycliste de cyclo-cross espoirs - 2002-2003 - 6e du championnat du monde de cyclo-cross - 2003-2004 - Internationales Radquer Frenkendorf, Frenkendorf - Int. Radquer Hittnau, Hittnau - 7e du championnat du monde de cyclo-cross - 2004-2005 - Champion de France de cyclo-cross - Classement général du Challenge la France cycliste de cyclo-cross - Challenge de la France cycliste 1, Val-Joly - Lons-Le-Saunier - 4e du championnat du monde de cyclo-cross - 2005-2006 - Classement général du Challenge la France cycliste de cyclo-cross - Challenge de la France cycliste 2, Athée-sur-Cher - Challenge de la France cycliste 3, Nommay - Intern. Radquer Steinmaur, Steinmaur - Médaillé de bronze du championnat du monde de cyclo-cross - 2e du championnat de France de cyclo-cross - 2006-2007 - Champion de France de cyclo-cross - Coupe du monde #4, Trévise - Classement général du Challenge la France cycliste de cyclo-cross - Challenge de la France cycliste 1, Hénin-Beaumont - Challenge de la France cycliste 2, Sablé-sur-Sarthe - Challenge de la France cycliste 3, Blaye - Internationales Radquer Dagmersellen, Dagmersellen - 2007-2008 - Champion de France de cyclo-cross - Classement général du Challenge la France cycliste de cyclo-cross - Challenge de la France cycliste 1, Sarrebourg - Challenge de la France cycliste 2, Quelneuc - Challenge de la France cycliste 3, Le Cap d'Agde - Radquer Wetzikon, Wetzikon - Intern. Radquer Steinmaur, Steinmaur - Cyclo-cross international de Marle, Marle - Cyclo-cross de Nommay, Nommay - 2008-2009 - Champion de France de cyclo-cross - Classement général du Challenge la France cycliste de cyclo-cross - Challenge de la France cycliste 1, Montrevel-en-Bresse - Challenge de la France cycliste 2, Le Creusot - Challenge de la France cycliste 3, Quelneuc - Cyclo-cross international de Marle, Marle - Int. Radquer Hittnau, Hittnau - Internationales Radquer Dagmersellen, Dagmersellen - 5e du championnat du monde de cyclo-cross - 2009-2010 - Champion de France de cyclo-cross - Classement général du Challenge la France cycliste de cyclo-cross - Challenge de la France cycliste 1, Saint-Quentin - Challenge de la France cycliste 2, Besançon - Challenge de la France cycliste 3, Quelneuc - Cyclo-cross international de Marle, Marle - Internationales Radquer Dagmersellen, Dagmersellen - Grand Prix De Ster, Saint-Nicolas - 5e du championnat du monde de cyclo-cross - 9e de la Coupe du monde - 2010-2011 - Champion de France de cyclo-cross - Classement général du Challenge la France cycliste de cyclo-cross - Challenge la France cycliste de Cyclo-Cross #2, Miramas - Challenge la France cycliste de Cyclo-Cross #3, Saint-Jean-de-Monts - North American Cyclocross Trophy #1 - Star Crossed Cyclo-cross, Redmond - North American Cyclocross Trophy #2 - Rad Racing Gran Prix, Issaquah - Cross Vegas, Las Vegas - Cyclo-cross international de Marle, Marle - Grand Prix de la Région wallonne, Dottignies - Internationales Radquer Dagmersellen, Dagmersellen - Grand Prix Hotel Threeland, Pétange - Radquer Bussnang, Bussnang - 4e du championnat du monde de cyclo-cross - 5e de la coupe du monde | - 2011-2012 - Classement général du Challenge la France cycliste de cyclo-cross - Challenge la France cycliste de cyclo-cross #1, Lignières-en-Berry - Challenge la France cycliste de cyclo-cross #2, Rodez - Challenge la France cycliste de cyclo-cross #3, Besançon - Cyclo-cross de Nommay, Nommay - Cyclo-cross international de Marle, Marle - Internationales Radquer Frenkendorf, Frenkendorf - Internationales Radquer Dagmersellen, Dagmersellen - 3e du championnat de France de cyclo-cross - 6e de la Coupe du monde - 2012-2013 - Champion de France de cyclo-cross - Classement général du Challenge la France cycliste de cyclo-cross - Challenge la France cycliste de cyclo-cross #1, Saverne - Challenge la France cycliste de cyclo-cross #2, Besançon - Challenge la France cycliste de cyclo-cross #3, Pontchâteau - Süpercross Baden, Baden - Cyclo-cross International d'Aigle, Aigle - Cyclo-cross international de Marle, Marle - Internationales Radquer Frenkendorf, Frenkendorf - Internationales Radquer Dagmersellen, Dagmersellen - GP 5 Sterne Region, Beromünster - Cyclo Cross Bussnang, Bussnang - 8e de la Coupe du monde - 2013-2014 - Champion de France de cyclo-cross - Coupe du monde #4, Namur - Classement général du Challenge la France cycliste de cyclo-cross - Challenge la France cycliste de cyclo-cross #1, Saint-Étienne-lès-Remiremont - Challenge la France cycliste de cyclo-cross #2, Quelneuc - Challenge la France cycliste de cyclo-cross #3, Flamanville - 52. Internationales Radquer Steinmaur, Steinmaur - Cyclo-cross international de Marle, Marle - Internationales Cross Wochenende Wiesbaden - GGEW City Cross Cup, Lorsch - Ciclocross del Ponte, Faè di Oderzo - Internationales Radquer Dagmersellen, Dagmersellen - Cyclo-cross International du Mingant, Lanarvily - 5e de la Coupe du monde - 8e du championnat du monde de cyclo-cross - 2014-2015 - Classement général de la Coupe de France de cyclo-cross - Coupe de France de cyclo-cross #1, Besançon - Coupe de France de cyclo-cross #3, Lanarvily - EKZ Tour #1, Baden - EKZ Tour #2, Dielsdorf - 53. Internationales Radquer Steinmaur, Steinmaur - Val d'Ille Intermarché Cyclo-cross, La Mézière - Cyclocross de Quelneuc - Internationales Radquer Dagmersellen, Dagmersellen - Cyclo-cross International de Nommay - 3e du championnat de France de cyclo-cross - 8e de la Coupe du monde - 2015-2016 - Champion de France de cyclo-cross - Classement général de l'EKZ CrossTour - EKZ CrossTour #5, Meilen - 2016-2017 - Coupe de France de cyclo-cross #1, Gervans - EKZ CrossTour #3, Hittnau - 2e de la Coupe de France de cyclo-cross - 2017-2018 - Coupe de France de cyclo-cross #2, La Mézière - 2e du championnat de France de cyclo-cross - 3e de la Coupe de France de cyclo-cross - 2018-2019 - Classement général de la Coupe de France de cyclo-cross - Coupe de France de cyclo-cross #1, Razès - Coupe de France de cyclo-cross #2, Pierric - Coupe de France de cyclo-cross #3, Flamanville - Cyclocross de Jablines, Jablines - 3e du championnat de France de cyclo-cross |

### Classements
| Épreuve / Édition            | 2002/2003 | 2003/2004 | 2004/2005 | 2005/2006 | 2006/2007 | 2007/2008 | 2008/2009 | 2009/2010 | 2010/2011 | 2011/2012 | 2012/2013 | 2013/2014 | 2014/2015 | 2015/2016 |
| Championnat du monde         | 6e        | 7e        | 4e        | 3e        |           |           | 5e        | 5e        | 4e        | 12e       | 11e       | 8e        | 20e       |           |
| Coupe du monde (victoire)    | 27e       | 7e        |           |           | 5e (1)    | 9e        | 16e       | 9e        | 5e        | 6e        | 8e        | 5e (1)    | 8e        |           |
| Championnat de France        |           |           | 1er       | 2e        | 1er       | 1er       | 1er       | 1er       | 1er       | 3e        | 1er       | 1er       | 3e        | 1er       |
| Challenge la France cycliste |           | 7e        | 1er       | 1er       | 1er       | 1er       | 1er       | 1er       | 1er       | 1er       | 1er       | 1er       | 1er       | 6e        |

## Palmarès sur route et classements mondiaux

### Palmarès
- 2002
  - Tour de Corse
  - 2e étape du Tour de Moselle
  - 3e du Prix du Saugeais
- 2003
  - Tour de Corse
  - 3e du Tour du Revermont
- 2004
  - 2e étape de la Route du Sud
- 2013
  - 5e étape du Circuit de la Sarthe
  - Tro Bro Leon

### Résultats sur les grands tours

#### Tour de France
1 participation
- 2005 : 94e

#### Tour d'Italie
6 participations
- 2004 : 104e
- 2007 : 43e
- 2012 : 78e
- 2013 : 20e
- 2014 : 33e
- 2015 : 43e

#### Tour d'Espagne
1 participation
- 2008 : 96e

### Classements mondiaux
| Année           | 2011 | 2012 | 2013 | 2014 | 2015 | 2016   | 2017   |
| --------------- | ---- | ---- | ---- | ---- | ---- | ------ | ------ |
| UCI Europe Tour | 978e |      |      |      |      | 1 120e | 1 695e |
| UCI World Tour  |      | nc   | 189e | nc   | nc   |        |        |